# Cantón de Perros-Guirec
El cantón de Perros-Guirec es una división administrativa francesa, situada en el departamento de Côtes-d'Armor.

## Geografía
Este cantón es organizado alrededor de Perros-Guirec en él distrito de Lannion.

## Composición
El cantón  de Perros-Guirec agrupa 9 comunas:
- Kermaria-Sulard
- Louannec
- Perros-Guirec
- Pleumeur-Bodou
- Trévou-Tréguignec
- Saint-Quay-Perros
- Trébeurden
- Trégastel
- Trélévern

## Demografía
| 17 965 | 20 819 | 22 634 | 23 151 | 24 108 | 25 414 |
| Para los censos de 1962 a 1999 la población legal corresponde a la población sin duplicidades (Fuente: INSEE [Consultar]) |        |        |        |        |        |